# Calyptranthes subcapitata
Calyptranthes subcapitata är en myrtenväxtart som beskrevs av Ignatz Urban. Calyptranthes subcapitata ingår i släktet Calyptranthes och familjen myrtenväxter. Inga underarter finns listade i Catalogue of Life.